# Урумћи
Урумћи (или Урумчи) (ујгурски ئۈرۈمچی; кин: 乌鲁木齐 / 烏魯木齊, Wūlǔmùqí; до 1954. Dihua) је главни град Ујгурске аутономне области Синкјанг у Народној Републици Кини. Према процени из 2009. у граду је живело 1.600.709 становника. Шира област града покрива површину од 14.216,3 km² и има око 2,02 милиона становника (2007).
Урумћи је од најближег мора удаљен више од 2000 километара.
Званично време у Урумћију је пекиншко, иако објективно постоји разлика од два сата између њих. 

## Географија

### Клима
| Клима (Урумћи)             | Клима (Урумћи) | Клима (Урумћи) | Клима (Урумћи) | Клима (Урумћи) | Клима (Урумћи) | Клима (Урумћи) | Клима (Урумћи) | Клима (Урумћи) | Клима (Урумћи) | Клима (Урумћи) | Клима (Урумћи) | Клима (Урумћи) | Клима (Урумћи) |
| Показатељ \ Месец          | .Јан.          | .Феб.          | .Мар.          | .Апр.          | .Мај.          | .Јун.          | .Јул.          | .Авг.          | .Сеп.          | .Окт.          | .Нов.          | .Дец.          | .Год.          |
| -------------------------- | -------------- | -------------- | -------------- | -------------- | -------------- | -------------- | -------------- | -------------- | -------------- | -------------- | -------------- | -------------- | -------------- |
| Средњи максимум, °C (°F)   | −8 (18)        | −6 (21)        | 4 (39)         | 17 (63)        | 24 (75)        | 29 (84)        | 31 (88)        | 30 (86)        | 24 (75)        | 14 (57)        | 2 (36)         | −6 (21)        | 13 (55)        |
| Средњи минимум, °C (°F)    | −18 (0)        | −16 (3)        | −5 (23)        | 5 (41)         | 12 (54)        | 17 (63)        | 19 (66)        | 18 (64)        | 12 (54)        | 3 (37)         | −6 (21)        | −14 (7)        | 2,25 (36,05)   |
| Количина падавина, mm (in) | 8 (3,1)        | 8 (3,1)        | 18 (7,1)       | 29 (11,4)      | 28 (11)        | 36 (14,2)      | 20 (7,9)       | 16 (6,3)       | 24 (9,4)       | 22 (8,7)       | 17 (6,7)       | 10 (3,9)       | 240 (94,5)     |
| [ тражи се извор ]         |                |                |                |                |                |                |                |                |                |                |                |                |                |

## Становништво
Према процени, у граду је 2009. живело 1.600.709 становника.
| 1990.     | 2000.     | 2009.     |
| --------- | --------- | --------- |
| 1.076.877 | 1.361.491 | 1.600.709 |

## Партнерски градови
- Мешхед
- Душанбе